# Sedgemoor
Sedgemoor è un distretto del Somerset, Inghilterra, Regno Unito, con sede a Bridgwater.
Il distretto fu creato con il Local Government Act 1972, il 1º aprile 1974 dalla fusione del municipal borough di Bridgwater col Distretto urbano di Burnham-on-Sea, il Distretto rurale di Bridgwater e parte del Distretto rurale di Axbridge.

## Parrocchie civili
- Ashcott
- Axbridge
- Badgworth
- Bawdrip
- Berrow
- Brean
- Brent Knoll
- Bridgwater
- Bridgwater Without
- Broomfield
- Burnham-on-Sea and Highbridge
- Burnham Without
- Burtle
- Cannington
- Catcott
- Chapel Allerton
- Cheddar
- Chedzoy
- Chilton Polden
- Chilton Trinity
- Compton Bishop
- Cossington
- Durleigh
- East Brent
- East Huntspill
- Edington
- Enmore
- Fiddington
- Goathurst
- Greinton
- Lympsham
- Lyng
- Mark
- Middlezoy
- Moorlinch
- Nether Stowey
- North Petherton
- Othery
- Otterhampton
- Over Stowey
- Pawlett
- Puriton
- Shapwick
- Shipham
- Spaxton
- Stawell
- Stockland Bristol
- Thurloxton
- Weare
- Wedmore
- Wembdon
- West Huntspill
- Westonzoyland
- Woolavington
- Bridgwater